# رون تومسون (مغني)
رون تومسون (بالإنجليزية: Ron Thompson)‏ هو مغني وكاتب أغاني أمريكي، ولد في 5 يوليو 1953 في أوكلاند في الولايات المتحدة.

## وصلات خارجية
- رون تومسون على موقع ميوزك برينز (الإنجليزية)
- رون تومسون على موقع ديسكوغز (الإنجليزية)